# Lijana Dejak
Lijana Dejak, profesorica ruskega in angleškega jezika s književnostjo in prevajalka, * 18. junij 1960, Ljubljana.

## Šolanje
Končala je 1. gimnazijo v Ljubljani, leta 1989 diplomirala na Filozofski fakulteti Univerzve v Ljubljani, po poklicu je profesorica ruskega in angleškega jezika s književnostjo. Leta 1983 se je udeležila poletne šole za profesorje ruščine v Moskvi. 

## Delo
Po končanem študiju se je začela ukvarjati s prevajanjem in tolmačenjem kot samostojno dejavnostjo. Prevajala je strokovna besedila z različnih področij, predvsem gradbeništva in arhitekture. Sodelovala je s številnimi slovenskimi podjetji, s slovensko vlado in ruskim trgovskim predstavništvom. Od leta 1984 je članica Društva znanstvenih in tehniških prevajalcev Slovenije. Zadnja leta prevaja literarna in literarnoteoretična dela, predvsem sodobnih ruskih avtorjev. Od leta 2000 je članica Društva slovenskih književnih prevajalcev. Pri prevajanju v slovenščino sta njena izvirna jezika angleščina in ruščina.
Je članica Društva znanstvenih in tehniških prevajalcev Slovenije.

## Prevodna bibliografija

### Knjige
- Afanasjev, Aleksander: Ruske pravljice. Ljubljana: Mladinska knjiga, 2007.
- Akunin, Boris: Turški gambit. Celovec: Mohorjeva založba, 2005.
- Akunin, Boris: Leviatan. Ljubljana: Založba Modrijan, 2007.
- Akunin, Boris: Ahilova smrt. Ljubljana: Založba Modrijan, 2008.
- Dovlatov, Sergej: Tujka in Kovček. Maribor: Študentska založba Litera, 2006.
- Gelasimov, Andrej: Leto prevar.  Ljubljana: Založba Modrijan, 2011.
- Ivanov, Aleksej: Geograf je zapil globus. Ljubljana: Društvo slovenskih pisateljev, 2007.
- Jerofejev, Viktor: Dobri Stalin. Ljubljana: Založba Modrijan, 2009.
- Kurkov, Andrej: Piknik na ledu. Ljubljana: Mladinska knjiga, 2006.
- Makanin, Vladimir: Asan. Ljubljana: Modrijan, pred izidom.
- Marinina, Aleksandra: Posmrtna podoba. Ljubljana: Mladinska knjiga, 2000.
- Marinina, Aleksandra: Igra na tujem polju. Ljubljana: Mladinska knjiga, 2001.
- Marinina, Aleksandra: Tuja maska. Ljubljana: Mladinska knjiga, 2001.
- McCall Smith, Alexander: Prva damska detektivska agencija. Ljubljana: Mladinska knjiga, 2005.
- McCall Smith, Alexander: Žirafine solze. Ljubljana: Mladinska knjiga, 2005.
- McCall Smith, Alexander: Strojepisje za moške. Ljubljana: Mladinska knjiga, 2005.
- McCall Smith, Alexander: Spodobnost za lepa dekleta. Ljubljana: Mladinska knjiga, 2006.
- McCall Smith, Alexander: Življenja polna skleda. Ljubljana: Mladinska knjiga, 2006.
- McCall Smith, Alexander: V družbi srečnih žensk. Ljubljana: Mladinska knjiga, 2006.
- McCall Smith, Alexander: Modri čevlji in sreča. Ljubljana: Mladinska knjiga, 2008.
- Misiano, Viktor: Kulturna protislovja umetniškega druženja. Ljubljana: Založba /*cf., 2001.
- Pelevin, Viktor: Življenje žuželk. Ljubljana: Cankarjeva založba, 2006.
- Propp, Vladimir: Morfologija pravljice. Ljubljana: Studia Humanitatis, 2005.
- Sorokin, Vladimir: Led. Ljubljana: Založba Modrijan, 2006.
- Šalamov, Varlam: Kolimske zgodbe (81 zgodb od skupno 86). Ljubljana: Založba Modrijan, 2011.
- Toporov, Vladimir: Predzgodovina književnosti pri Slovanih. Ljubljana: Oddelek za etnologijo in kulturno antropologijo, Filozofska fakulteta, Univerza v Ljubljani 2002.
- Trifonov, Jurij: Hiša na nabrežju. Maribor: Študentska založba Litera, 2011.
- Ulicka, Ljudmila: Daniel Stein, prevajalec. Maribor: Študentska založba Litera, 2009.

### Revije, časopisi
- Bikov, Dmitrij: črtici "Kako je Putin postal predsednik ZDA" in "Popravljanje napak". EMZIN, letnik XVIII, št. 1-2, junij 2008, str. 137 - 143).
- Condee, Nancy: "Grafika na telesu: tetoviranje in razpad komunizma". Nova revija, letnik XXI, št. 243/244, 2002, str. 35-49.
- Dolžanski, Roman: "Pogovor z Romanom Dolžanskim" (Rusko gledališče danes). Nova revija, letnik XXI, št. 241/242, 2002, Forum, str. 52-59.
- Genis, Aleksander: eseji "V spomin na vesolje", "V spomin na noč", "V spomin na slavo", "V spomin na erudicijo", "V spomin na knjige", EMZIN, letnik XIX, št. 1-2, junij 2009, str. 32-42.
- Genis, Aleksander: eseji "Ameriška abeceda", EMZIN, letnik XX, št. 3-4, december 2010, str. 125-126.
- Majakovski, Vladimir: "Dopisovanje Vladimirja Majakovskega in Lili Brik". Nova revija, letnik XIX, št. 219-220, 2000, Forum, str. 28-53.
- Mencej, Mirjam: "Dušy v vetre", zbornik Etnolingvistička proučavanja srpskog i drugih slovenskih jezika: u čast akademika Svetlane Tolstoj. Beograd: SANU, Odeljenje jezika i književnosti, 2008, str. 227-244.
- Sorokin, Vladimir: odlomki iz različnih del, črtica "Sankova ljubezen", intervju. Nova revija, letnik XXVII, št. 309-311, januar-marec 2008, str. 90-133.
- Katalog Novi Kolektivizem, NSK (1999).

### Radio
- Črtice in odlomki iz del različnih avtorjev za Radio Slovenija
- Ljudske in umetne pravljice za Radio Slovenija
- Literarni portret - Dina Rubina (Radio Slovenija, 23. december 2007)

### Podnapisi za celovečerne filme
- Bobrova, Lidija: V tisti deželi (RTV Slovenija, 2006)
- Kravčuk, Andrej: Italijan (RTV Slovenija, 2008)
- Mihalkov, Nikita: Pet večerov (Slovenska kinoteka, 1999)

## Nagrade, priznanja in štipendije
- Rezidenčna štipendija DSKP (2005, 2006, 2008, 2012 - Baltski center za pisatelje in prevajalce (BCWT), Visby, Švedska)
- Rezidenčna štipendija DSKP (2007 - Mendarodni center pisateljev in prevajalcev na Rodosu (I.W.T.C.R.), Grčija)
- Delovna štipendija JAK (2009)
- Rezidenčna štipendija DSKP (2011 - Ekemel - Hiša literature na Parosu, Grčija)
- Sovretova nagrada (2016) za prevod romana Laurus Jevgenija Vodolazkina